# Acanthagrion egleri
Acanthagrion egleri är en trollsländeart som beskrevs av Santos 1961. Acanthagrion egleri ingår i släktet Acanthagrion och familjen dammflicksländor. Inga underarter finns listade i Catalogue of Life.